# Flatskär, Houtskär
Flatskär är en ö i Finland. Den ligger i Skärgårdshavet och i kommunen Pargas i den ekonomiska regionen  Åboland i landskapet Egentliga Finland, i den sydvästra delen av landet. Ön ligger omkring 66 kilometer sydväst om Åbo och omkring 200 kilometer väster om Helsingfors.
Öns area är 4,9 hektar och dess största längd är 310 meter i öst-västlig riktning. Ön höjer sig omkring 10 meter över havsytan.